# Ottavio Paccagnella
Ottavio Paccagnella (* 16. Januar 1956 in Padua) ist ein ehemaliger italienischer Radrennfahrer und nationaler Meister im Radsport.

## Sportliche Laufbahn
Paccagnella war Spezialist für Querfeldeinrennen (heutige Bezeichnung Cyclocross). Er gewann in dieser Disziplin die italienische Meisterschaft 1981 (bei den Amateuren) und von 1984 bis 1988 bei den Profis. 1982 und 1983 (hinter Antonio Saronni) sowie 1990 wurde er Vize-Meister. Von 1984 bis 1994 war er Berufsfahrer.
Bei den Cyclocross-Weltmeisterschaften der Amateure wurde er 1977 34., 1978 20., 1980 16., 1981 13., 1982 25., 1983 11. Bei den Cyclocross-Weltmeisterschaften der Profis wurde er  1984 14., 1985 8., 1986 17., 1987 11., 1988 18., 1989 13. und 1990 31.